# Manchot pygmée
Eudyptula minor
Pour les articles homonymes, voir Manchot.
Espèce
Statut de conservation UICN

 LC  : Préoccupation mineure
Le Manchot pygmée (Eudyptula minor) est la plus petite espèce de manchots et possède un plumage bleu, lui valant le surnom de petit manchot bleu. Il est également appelé Little Penguin dans les pays anglophones, Fairy Penguin en Australie, Little Blue Penguin ou seulement Blue Penguin en Nouvelle-Zélande, Kororā pour les Maoris de Nouvelle-Zélande et Pingüino pequeño ou Pingüino azul au Chili et dans les autres pays hispanophones.

## Répartition géographique
Les manchots pygmées vivent sur le littoral de la Nouvelle-Zélande, des Îles Chatham et de la Tasmanie ainsi qu'au sud de l'Australie. Ils semblent vivre également au Chili, mais il est difficile de déterminer s'il s'agit de traînards. Néanmoins, il a été suggéré qu'il y aurait une population non découverte de cette espèce dans la région de Patagonie[réf. nécessaire]. Récemment[Quand ?], le premier enregistrement d'un manchot pygmée a été rapporté de Namibie.

## Caractéristiques physiques
Eudyptula minor est le plus petit des manchots.
| Taille | entre 34,5 et 42,5 cm |
| Poids  | entre 1 et 1,1 kg     |
| Bec    | environ 3,8 cm        |
| Ailes  | autour de 12 cm       |

Il a un plumage de couleur bleu indigo ou bleu argenté au niveau de la tête, le dos, la queue et les ailes, et un plumage blanc au niveau du ventre. Ses yeux sont gris foncé ou gris légèrement bleuté.

## Comportement et habitat
Ils vivent dans de grandes colonies toute l'année, chaque couple de reproduction creusant une cavité. Le Manchot pygmée préfère les plages de sable et rocheuses. Ils se nourrissent de petits poissons, de calmars, et de krill pour lesquels ils voyagent et plongent la majorité de leur temps. Ils peuvent passer plus de 3 mois en mer pour pouvoir manger. Ils sont menacés par la pollution si leur colonie est dans une zone ayant une forte activité humaine. Ne pouvant pas voler, les attaques de chiens domestiques sans laisse causent aussi de graves dommages aux manchots tentant de vivre près des populations humaines.

## Fait divers
Linus Torvalds, l'initiateur du noyau Linux, a été ému et mordu  par un manchot pygmée pendant un voyage en Australie. Cette rencontre a encouragé Torvalds à choisir Tux comme le logo officiel de Linux (voir aussi l'historique de Tux).

## Galerie

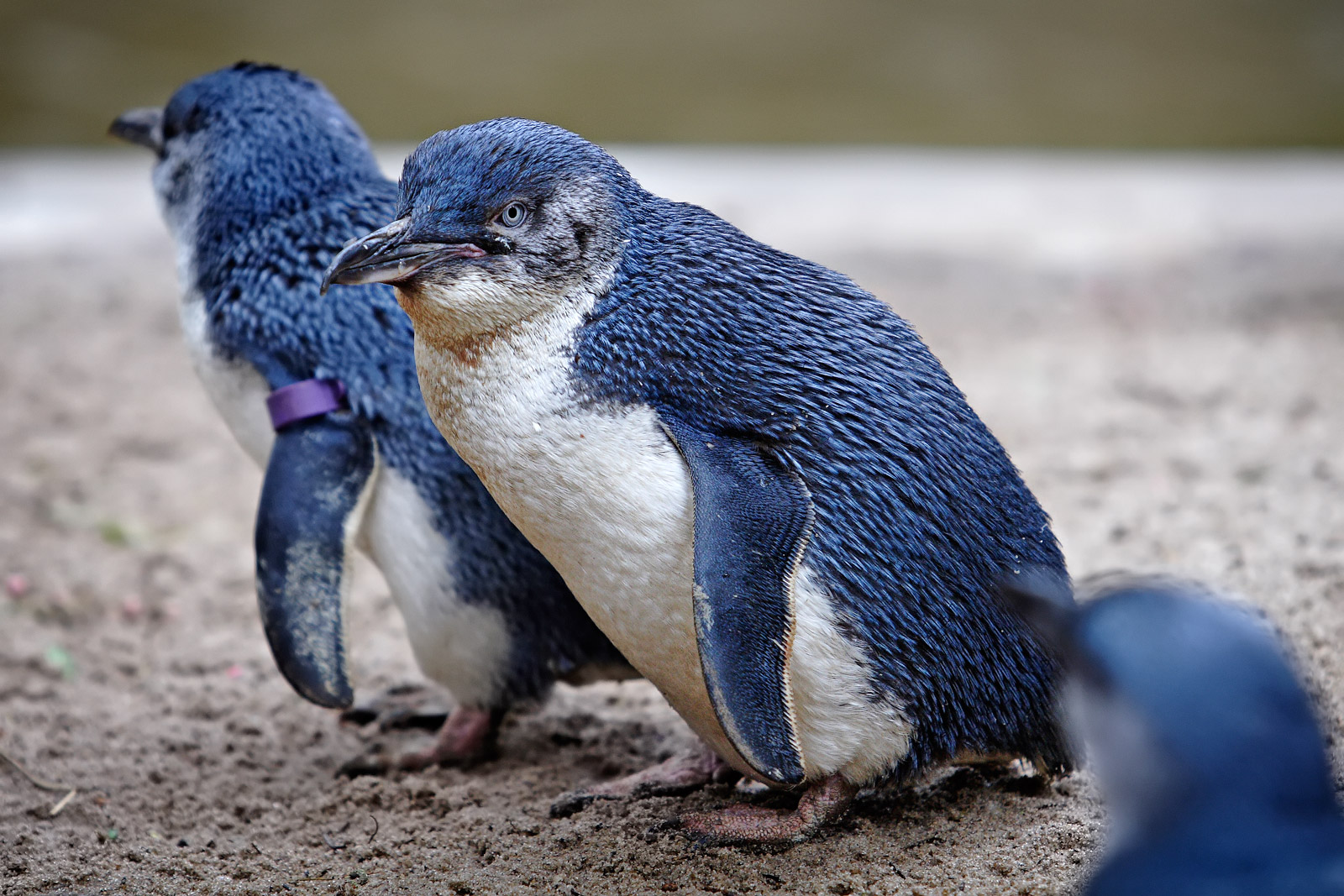
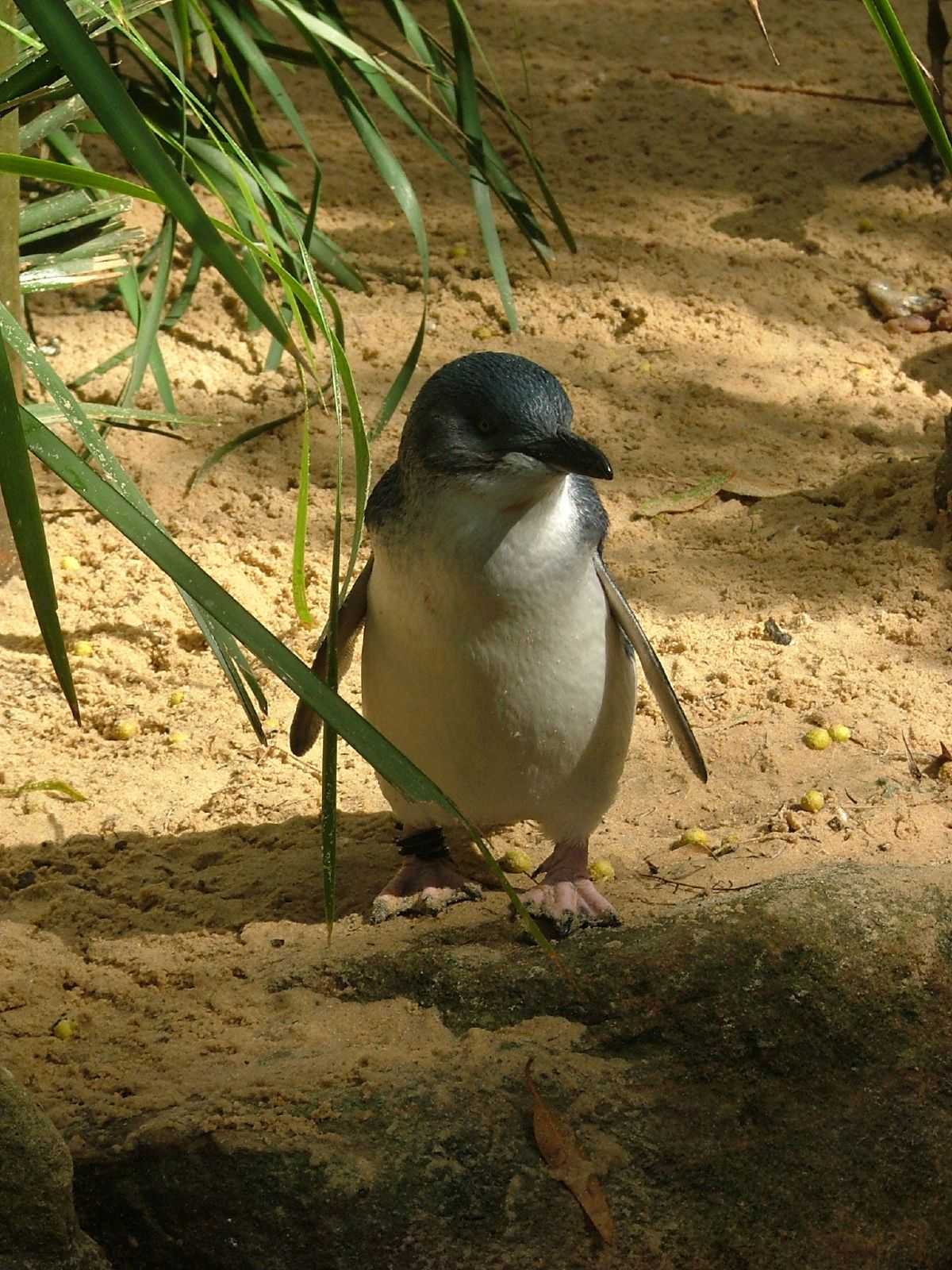
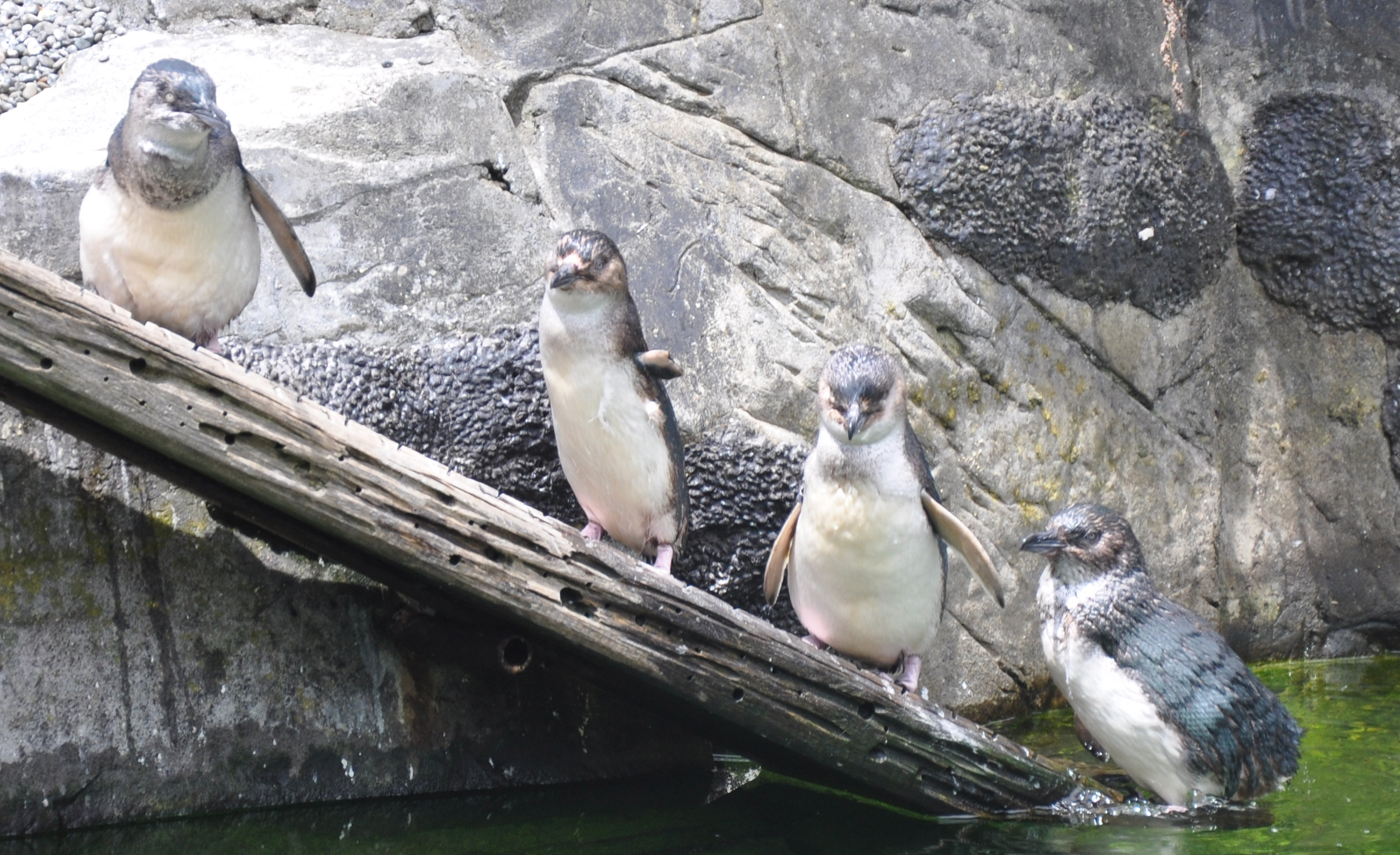